# 24065 Барбфрідман
24065 Барбфрідман (24065 Barbfriedman) — астероїд головного поясу, відкритий 4 жовтня 1999 року.
Тіссеранів параметр щодо Юпітера — 3,323.